# イラク戦争の年表
イラク戦争の年表（イラクせんそうのねんぴょう）では、2003年に勃発したイラク戦争の歴史を年表とする。

## 年表
- 1990年8月 - イラク軍、クウェートに侵攻（湾岸危機、クウェート侵攻）。
- 1990年8月6日 - 国際連合安全保障理事会（国連安保理）はイラクに対する通商禁止を課し、 制裁委員会を設けた。(国際連合安全保障理事会決議661)
- 1991年1月 - アメリカ軍を中心とした多国籍軍がイラクを攻撃（湾岸戦争）。その後の詳細はイラク武装解除問題を参照。
- 1995年4月14日 - 湾岸危機後も解除されていなかった通商禁止に関し国連安保理は国際連合安全保障理事会決議986を採択。通商禁止は緩和され、「石油と食料交換計画」を設け食料と衣料品を買うために石油の輸出再開を認めた。
- 1998年9月18日 - 互いに反目していたクルディスタン民主党とクルディスタン愛国同盟を米国務省が仲介、サダム・フセインに対抗するよう結束させた[1]。
- 1999年3月 - 国連安保理に任命された委員会は、湾岸危機以後、イラクにおける児童死亡率は世界で最も高く、誕生した幼児の23%は未熟児で、5歳児の4人に1人が栄養失調になり、国民の41%だけが飲料水を正常に得ており、83%の学校が修繕を必要としている」と説明した。
- 2000年4月17日 - コフィー・アナン国際連合事務総長は「10年間の制裁の結果はその効果だけでなく、その範囲と厳しさで、罪の無い市民を自国の政府からだけでなく、国際的共同体の行動によって往々にして犠牲になることで、深刻な疑念を持った。包括的で厳しい経済制裁が独裁的体制に向けられている場合、悲劇的なことに一般的に苦しむのは制裁の発動対象になった行為を行った政治的エリートではなく、国民である」とした。
- 2001年9月11日 - アメリカ同時多発テロ事件で約3000人が死亡。
- 2001年9月16日 - 国家哀悼日に、ジョージ・ウォーカー・ブッシュ大統領が「この十字軍、テロとの戦争は時間がかかるでしょう（This crusade, this war on terrorism is going to take a while.）」と発言。
- 2001年10月7日 - テロとの戦いと称してアメリカがアフガニスタンを攻撃（アフガニスタン戦争）。
- 2001年11月14日 - カブール陥落。
- 2002年1月29日 - ブッシュ大統領が一般教書演説でイラク等を批判する悪の枢軸発言を行う。
- 2002年8月26日 - リチャード・チェイニー米国副大統領は「イラクの核脅威は、予防的攻撃の正当性を証明している」と発言。
- 2002年9月24日 - イギリスの下院において、トニー・ブレア首相は「イラクは、化学兵器と生物兵器を保有している。イラクのミサイルは45分間で展開できる」と断言した。
- 2002年11月 - 国連決議1441により、イラクが4年ぶりに国連の査察を受け入れ、同決議の第3項が定めるところに従い、武器申告書を査察団に提出。
- 2002年11月 - コリン・パウエル米国務長官は「サッダーム・フセインはガス壊疽、ペスト、チフス、コレラ、天然痘など、数十種類もの病原菌の研究に着手した」と述べた。

後に、その全てがCIAの誤情報による虚偽であり間違っていることが判明した。

### 2003年

#### 開戦前夜
- 1月9日 - 国連監視検証査察委員会（UNMOVIC）と国際原子力機関（IAEA）から国連安保理へ中間評価報告。イラクが国連決議に違反したと疑われるような証拠、痕跡はないとされた。
- 1月16日 - 申告書に掲載されていなかったものと考えられる化学兵器搭載用ミサイル12基が発見される。
- 1月28日 - ブッシュ大統領は演説において「バグダード（イラク政府の事）が、ニジェールから核兵器に利用できる酸化ウラン500トンを買おうとした」と説明した。

後に、イギリス諜報機関から入手したこの情報は嘘であったことが判明した。
- 2月5日 - イラクが大量破壊兵器を隠し持っていることを示す証拠をアメリカ側が安保理にて提示（パウエル報告）。
- 2月14日 - 査察団の再報告。武装解除の進展を積極的に評価しつつも、査察が完了しておらず、まだ時間が必要であることが示唆された。
- 2月15日 - 反戦デモが特にこの日世界的に行われる。
- 2月28日 - 中間報告書が公表される。
- 3月7日 - 2度目の中間報告が公表。この後、アメリカ側は査察は不十分として、戦争をも辞さないとする新決議を提案したが、フランス等は査察は成果を挙げており継続すべきと主張した。途中チリなどが修正案も提示したが、アメリカは拒否。
- 3月15日 - アメリカ、イギリス、スペインがアゾレス諸島で密談。[要出典][2]安保理では新決議案が反対多数で否決される見通しとなったため、アメリカは安保理での裁決を避け、独断で開戦に踏み切ることを決定した。
- 3月17日 - ブッシュ大統領がイラクに対して、テレビ演説で最後通告。フセイン一族と主要閣僚の48時間以内の国外退去を命じ、従わなければイラクを攻撃すると明言。フセイン大統領は徹底抗戦を宣言[3]。

#### 開戦
- 3月20日 - 米英軍による空爆「イラクの自由作戦」を開始[4]。
- 同日 - クウェート領内から、地上部隊がイラク領内へ侵攻を開始。地上戦が始まる。
- 3月23日 - イラク国営放送が、バアス党のナジャフ県支部長でイラク国民議会議員のナーイフ・シンダーフ・サーミル・ガリーブが、米軍との「戦闘」で死亡したと報道。
- 3月下旬 - 戦後の復旧は国連が全面協力をすることが明らかになるが、暫定政府がアメリカ主導であるべきか、国連主導であるべきかをめぐり、アメリカと他の数か国の間に若干の差が見られた。
- 3月下旬 - アメリカ軍の直面している困難として、物資の補給が遮断されている点、砂嵐が激しい点などが指摘された。
- 3月下旬 - イスラエルのカフェで起きた19歳の男性による自爆攻撃について、パレスチナのイスラム系過激派「ジハード」が声明を発表、この攻撃がイラクの英雄への贈り物であること、多数の義勇兵がイラク入りしていることなどを述べた。イスラエル側はこの件をこれまでに繰り返されたテロ行為のひとつで特別な点はないとした。
- 4月1日 - イラクのフセイン大統領の声明を情報相であるサッハーフがテレビに登場して読み上げたことから、アメリカ側はサッダーム・フセインの健康状態や消息について疑問を投げかける。アメリカのメディアでは、これはアメリカ政府がイラク側を動揺させるための情報戦であるとの見方も出される。
- 同日 - ラムズフェルド米国防長官は記者会見上、作戦計画上の失敗について問われ、常にない怒りを表明。また、和平交渉の可能性を否定し、無条件降伏を追求するとの方針を明らかにする。
- 同日 - イラクのターハー・ヤースィーン・ラマダーン副大統領は記者会見上、アラブ諸国から義勇兵が6000人来ており、半数近くが自爆攻撃要員であると述べた。
- 同日 - ジェシカ・リンチ事件が発生。アメリカの国威を発揚する美談とされたが、本人によって後にこれに反する事実が判明、過剰な情報操作は疑念を招いた。
- 4月6日 - バスラ陥落
- 4月7日 - アメリカ軍は、バグダッドの宮殿の一つを占拠と発表。
- 4月9日 - バグダッド陥落
- 4月10日 - バグダッドのサッダーム・フセインとされる銅像が引き倒される。

後に、これは国防総省によって行われた作戦であることが判明する。アメリカ軍が止め螺子を外し、100人程度の民衆が銅像を引き倒した。これは、集められた報道陣より少ない人数であった。またこの広場に入るための道路はアメリカ軍の戦車により封鎖されていた。
- 4月11日 - アメリカ政府はフセイン政権が事実上崩壊したと発表。モースルを防衛していたイラク陸軍・第5軍団がアメリカ軍との交渉により投降。これによりモースルは無血で制圧される。
- 4月15日 -　イラク西部アンバール県を防衛していた西部軍管区司令官のムハンマド・ジャラーウィー将軍が、ラマーディーにてアメリカ軍との降伏文書に署名。これにより西部を守備していた約1600人のイラク軍は戦わずして降伏した。
- 4月16日 - アメリカ、イギリス、ポーランドの代表と、イラク国内のシーア派、クルド人などの勢力の代表がナーシリーヤ近くの空軍基地で会合を開き、13項目の声明を発表。ナーシリーヤでは大規模な抗議デモがあり、アメリカの介入を拒否し、シーア派による統治を求めた。
- 5月1日 - ブッシュ大統領が空母エイブラハム・リンカーン上で「大規模戦闘終結宣言」（終戦宣言ではない）。アメリカ兵の死者は138人。イラク人死者数不明。

#### 占領統治
- 4月21日 - 連合国暫定当局（CPA）が発足。
- 5月2日 - アメリカ政府は、アメリカ、イギリス、ポーランドの各軍が地域別に分担して各地域での平和維持軍を主導するとの構想を固める。開戦に反対したドイツ、フランス、ロシアと国連軍は含まれない。
- 5月22日 - 国連安保理でアメリカとイギリスによるイラクの統治権限の承認、経済制裁の解除などを盛込んだ国際連合安全保障理事会決議1483が採択される。
- 5月 - イラク北部から中部をアメリカ軍、南中部をポーランド軍、南部をイギリス軍による統治を開始。またスペイン、オランダや東欧諸国などの参戦国は県別に配置した。
- 6月18日 - アメリカ陸軍「タスクフォース20」が逃亡中のフセインと思しき車列を発見して追跡しシリア領に侵攻、国境警備隊などシリア軍80名が死亡した。後に車列はガソリンの密輸グループであることが判明。
- 7月13日 - イラク統治評議会が発足。
- 8月19日 - バグダードの国連事務所で爆弾を積んだトラックによる自爆テロ。国連事務総長特別代表セルジオ・デメロが死亡し、国連がイラクから撤退する。
- 9月 - ポーランド軍9000人が進駐。また東欧各国もアメリカの費用支出によって派兵。
- 11月27日 - ブッシュ大統領、極秘裏にバグダードを訪問。アメリカ軍晩餐会に出席。約150分で帰国する。
- 12月13日 - イラク中部ダウルでフセイン大統領を拘束。

## 復興支援開始

### 2004年
形式的にはこれより復興支援。ただし、戦闘自体は続いている。
- 2月 - 日本の陸上自衛隊本隊がイラクに派遣された（自衛隊イラク派遣）。
- 2月 - ニカラグア軍（約120人）が撤退。
- 3月11日 - マドリード列車爆破テロ事件発生。このためスペインでは政変が起こり、新政権は有志連合からの離脱とイラクからの撤兵を宣言、5月までに全軍（1400人）が撤退した。
- 4月 - イラク保健省へ行政権限をはじめて移譲（以後、各省庁へ権限移譲を行なう）。
- 4月 - ドミニカ共和国軍（約300人）が撤退。
- 4月8日 - イラク日本人人質事件発生。
- 4月11日 - ファルージャの戦闘。アメリカ軍はファルージャで民間人4人が殺害された事件を機に、反駐留軍活動に対し激しい包囲掃討作戦を実行した。モスクに空爆して民間人に多数の死傷者が出たために非難され、3日で停戦した。
- 4月28日 - アブグレイブ刑務所において、米兵のイラク人に対する虐待が行われていた事件の第一報がCBSで報道される（アブグレイブ刑務所における捕虜虐待）。
- 5月 - 4月中の米兵死者数は136人で過去最悪。イラク人も約1380人が死亡と報告。
- 5月 - シーア派イスラム教徒による過激派組織が米軍と大規模な戦闘が発生。民兵の死者多数。
- 5月 - ホンジュラス軍（約370人）が撤退。
- 5月28日 - イラク統治評議会が暫定政権を選出。
- 6月2日 - イラク暫定政権発足。
- 6月24日 - イラク各省庁への行政権限委譲を完了。
- 6月28日　CPAから暫定政権へ主権移譲、連合暫定当局解散。有志連合軍は国際連合下の多国籍軍へ。
- 6月29日 - 元大統領サッダーム・フセインら計12人の起訴を宣言。
- 7月 - フィリピン人の人質事件発生、フィリピン政府は武装勢力の指示通りに軍（約100人）の撤退を1か月早め、人質は無事に解放されたが英米に非難された。
- 7月 - 中部バアクーバの警察署前で自動車爆弾が爆発、警察官希望者70名以上が死亡した。テロ一回での死亡者としては過去最悪。
- 7月1日 - 特別法廷で大統領サッダーム・フセインらの訴追手続き開始。 一方、金融監督局長イフサーン・カリームが襲撃されて爆死し、高官としては主権委譲後初めての死者となった。
- 7月15日 - 7月に入ってからのテロ事件や高官の暗殺増加に対抗し、首相アッラウィーが情報機関を設立することを発表。
- 7月17日 - 法相マリク・ドゥハーン・ハサンの車列を狙った自爆テロがあり、法相は暗殺を免れたが、警官など4人が死亡した。
- 7月28日 - 中部バアクーバで警察署を狙った大規模な爆弾テロ発生。主権委譲後で最大の68人が死亡した。事件を受け、暫定政府は31日に予定されていた国民会議を8月中旬に延期。
- 8月上旬 - マフディー軍蜂起。多国籍軍とムクタダー・サドル率いるシーア派民兵団「マフディー軍」の間で大規模な戦闘が勃発し、民兵ら数十名が死亡。
- 8月上旬 - ネパール人労働者12人が武装勢力に誘拐・殺害される。ネパールでは政府が海外労働者の保護を怠ったとして、市民が暴動を起こしてカトマンズを中心に混乱した。
- 8月15日 - 国民会議がバグダードで開催、千数百人が集まる。諮問評議会を選出。 サドルの民兵へ、政権や多国籍軍に対しての反抗を止めるよう呼びかけ。
- 8月20日 - 暫定政府、サドルに対して最後通牒。
- 8月末 - シーア派の指導者シースターニー師の停戦呼びかけに応じ、サドルが全国の武装勢力に停戦を指示。
- 9月 - スンニ三角地帯において武装勢力の掃討作戦が始まる。特にファルージャはヨルダン人ザルカーウィーのグループをはじめ、反米抵抗組織が運動を激化させているとして、米軍が掃討作戦に乗り出す。
- 9月 - 韓国軍ザイトゥーン部隊がクルド人自治区アルビルに展開。
- 9月 - ニュージーランド軍（約60人）が撤退。
- 9月 - タイ軍（約450人）が撤退。
- 9月8日 - 開戦からの米兵の死者が1001人に到達（大部分が爆弾攻撃）。イラク人は1万4000人以上が殺害されたと推定されている。
- 10月6日 - イラク調査団（英語版）の団長チャールズ・デュエルファー（英語版）は、開戦時イラクに大量破壊兵器は存在しなかったとする最終報告（デュエルファー・リポート[5]）を米議会上院軍事委員会の公聴会に提出[6]。ただし、大量破壊兵器の製造計画を指摘し、その後の次第ではアルカーイダなどの国際テロ組織との連携も有り得たとの結論。
- 10月19日 - 開戦からの米兵の死者が1100人に到達（内、5月以降の死者が961人）。事故死・自殺が256人、負傷者は8016人。
- 10月20日 - 英国NGOの独自調査で、開戦からのイラク人死者（軍事行動、テロ）が1万5357人に上ることが分かった。
- 10月26日 - イラク日本人人質事件が再度発生。日本人男性一名が武装勢力に拉致され、4日後に遺体が発見される。
- 10月29日 - 英医療誌「ランセット」が、開戦以降のイラク人推定死者数が10万人となること、開戦後の死亡リスクは戦前の1.5倍、暴力による死者は戦前の58倍であることが、米調査団によって分かったと掲載。
- 11月3日 - ジョージ・ウォーカー・ブッシュがアメリカ合衆国大統領再選。
- 11月4日 - ブッシュ大統領が「イラクを自由な国にするためには、選挙を阻止しようとする連中をやっつける必要がある」と見解。暫定政権アラウィ首相も「国連決議の日程に従う選挙実施が使命である」としてブッシュに同調。
- 11月7日 - 米軍がファルージャを包囲、封鎖。暫定政府はこれを受けてクルド人地域を除くイラク全域に非常事態宣言を発する。
- 11月8日 - 夜明け作戦。米軍とイラク政府軍の連合部隊がファルージャへ再侵攻し、数日をかけて制圧した。
- 11月16日 - モースルの武装勢力掃討のため侵攻。
- 11月17日 - 米兵死者が1200人に到達。
- 12月 - 11月中の米軍の死者が137名となり、この年4月を超えて過去最高。
- 12月 - ハンガリー軍（約300人）が撤退。
- 12月1日 - 治安悪化と選挙に備え、米軍を1万2000人増派。13万8000人から15万人体制となる。
- 12月7日 - 米兵の戦闘での死者が1000人を超える。ファルージャなどの掃討戦が影響。
- 12月14日 - 翌年1月下旬の国民選挙に向け、立候補者受付と選挙活動開始。以降、妨害のための大規模テロ相次ぐ。
- 12月22日 - モースルの米軍キャンプ食堂で自爆テロ、米兵19人とイラク人3人が死亡し60名以上が負傷、米軍を狙ったテロでは過去最大。この日、米兵の死者は延べ1319人に。
- 12月29日 - 米軍が選挙対策のため、バグダード南部とバビロン州北部で、武装勢力の殺害と拘束を目的とした約1か月間の大規模作戦を開始。

### 2005年
- 年明けから反選挙テロが相次ぐ。市民の死傷者多数。
- 1月30日 - 国民議会選挙が実施。スンナ派勢力のボイコットや相次ぐテロによって実施が危ぶまれたが、シーア派住民の投票率の高さにより一応の成功。開票は当日から10日間かけて行われた。米軍は最初70%以上の投票率だとしていたが、後に「予想以上」に改められた。また、投票所が襲撃され合計36人が死亡、米兵も1か月間に106人が死亡した。
- 2月 - ポルトガル軍（127人）が撤退。
- 2月 - 北大西洋条約機構（NATO）がイラク軍・警察の訓練に参加することを決定。
- 2月3日 - 暫定政権発足（前年6月）からこの日までイラク人警官・軍人の死者1342人。
- 2月13日 - 開戦からこの日まで、多国籍軍の死者は16か国1633人、そのうち米軍の死者だけで1461人。
- 2月14日 - 国民議会選挙の結果が発表される。投票率は58%。得票率1位はシーア派政党連合である統一イラク連合で、48.2%。2位はクルド人連合政党のクルド同盟が25.7%。3位はイヤード・アッラーウィー首相率いるイラキーヤ・リストが13.8%であった。スンナ派は多くの党派のボイコットによって獲得議席は少ないが、シーア派・クルド人は憲法草案製作に携わるよう打診した。
- 2月17日 - イラク選挙管理委員会が国民議会選挙の結果を公式に発表。定数275議席のうち、統一イラク連合（シーア派）140議席、クルド同盟（クルド人）75議席、イラキーヤ・リスト（アッラウィー首相派）40議席、イラキユーン・リスト（ヤワール大統領派）5議席、トルクメンイラク前線（トルクメン人）3議席、国民独立エリート集団（スンナ派のムクタダー・サドル師派）3議席。これを受け、各派は移行政府の設立準備を始めた。
- 2月19日 - シーア派の祝日アシュラを狙ったテロが発生、バグダード周辺で8件、祭礼に参加していた市民55人が死亡した。選挙結果に反発したものと思われる。
- 2月28日 - 中部ヒッラで過去最大の自爆テロ。治安部隊希望者の健康診断の列に自動車が突っ込み爆発、周囲の市場も巻き込まれ、市民115人が死亡、148人が負傷した。
- 3月 - 拉致から解放されたイタリア人ジャーナリストが米軍に誤射され、車に同乗していた諜報機関員が死亡。イタリアのベルルスコーニ首相が非難の声明を出した。
- 3月3日 - 米兵の死者が1502名となる。米国では軍入隊志願者が急減し、定員確保が課題となる。
- 3月16日 - 選出議員による初の国民議会が開幕。
- 4月28日 - 移行政府が発足。大統領はクルド人のジャラル・タラバニ。暫定政権解消。
- 5月 - イラク全土で武装勢力のテロ攻撃。移行政府に反発するものと思われる。死者合計数百名。
- 5月 - 警備員（実態は私設軍隊、傭兵）の日本人男性が銃撃戦の末、武装勢力に拉致される。数日後に遺体の映像が公開されたが、行方不明のままである。
- 7月 - イラク中部、バクダード南方60kmにあるムサイブにおいてタンクローリーを利用した自爆テロが発生。およそ100人が死亡。周辺にはシーア派のモスクがあった。
- 8月 - 新憲法草案がクルド人やスンナ派議員の反対によって否決。1週間後に再度投票を行い、やはりスンナ派が反対して全会一致とはならなかったが、憲法草案が承認された。
- 8月17日 - バグダード中心部のバスターミナル等で車爆弾3台による連続テロが発生。40人以上が死亡。
- 8月31日 - シーア派の巡礼地が迫撃砲で攻撃され、パニックに陥った信者が将棋倒しになり、過去最悪の960名以上が死亡。なお、この時に川に落ちたシーア派の民衆を助けるよう近くのスンナ派モスクから命ぜられた人々が救出に向かったが、彼らも溺死してしまうという悲劇も発生。
- 9月7日　- 04年11月に武装勢力に拉致された米国人男性（Roy Hallums（英語版））が解放される。男性は武装勢力が公開したビデオに姿を現した際、ブッシュ大統領に助けは求めず、カダフィ大佐に助けを求めていた。
- 9月20日 - バスラにて、イラク警察によって諜報活動を行っていると疑われ、これに対し発砲するなどして抵抗した後に拘束された英兵を、英軍が装甲車をもって拘置所から奪還。拘置所が破壊され囚人が逃亡、英軍と地元警察らが交戦。
- 9月26日 - 捕虜虐待に関連し、米国軍事裁判で予備役兵リンディ・イングランドが有罪判決。
- 9月末 - 英軍、豪軍、自衛隊が相次いで翌年前半の撤退の検討に入ったと発表。
- 10月6日 - 米軍の兵力を136,000人から152,000人に増強すると発表。議会選挙に対する攻撃阻止のため。
- 10月15日 - 新憲法草案の是非を問う国民投票を行う。
- 10月25日 - 国民投票の結果が判明、スンナ派が賛否を巡って分裂する中、クルド人、シーア派らの大半の支持により78%の賛成で憲法が承認される。
- 11月18日　韓国国防省は、イラク派兵部隊を来年前半から削減する計画と発表。韓国軍の派兵部隊は警備部隊と医療・工兵部隊を合わせ3,260人。米英に次いで三番目の規模。削減規模は約1,000人程度。
- 11月16日　ブルガリア国防省は、イラクに駐留中の部隊の撤退を開始したと発表した。ウクライナも年末までに完全撤退した。また、イタリアも9月の300人撤退に続き2006年1月に300人撤退させ、2,900人から2,600人すると発表した。韓国は3,260人を2006年前半には約1,000人を撤退させた。
- 12月14日 - ブッシュ米大統領がイラク開戦理由の一つである大量破壊兵器の情報に誤りがあったことを認める。
- 12月15日 - 新憲法に基づき、新政府発足に向けた2度目の国民議会選挙が行われる。シーア派勢力が圧勝、またシーア派・スンナ派ともにイスラーム教勢力が世俗勢力を上回る支持を得た。
- 12月16日 - 米軍、2月までにイラク兵力を155,000人から選挙前の138,000人程度に削減と示唆。
- 12月22日 - トニー・ブレア英首相が翌年前半の英軍撤収を検討している旨を首相としてはじめて発表。
- 12月28日 - ウクライナ軍（1600人）が撤退。
- 年末までに開戦からの米軍の死者が2200人に到達した。

### 2006年
この年の民間人の犠牲者の数は3月時点で過去2年のそれぞれを上回った。
- 1月23日 - 日米英豪4か国の外務・防衛課長級会談で、2月中にも正式政府が発足する予定であったことから、英軍は8000人の駐留軍のうち、治安の安定している南部では地元警察に権限を委譲して、500人を3月に撤収を開始し5月に完了、年末までに2000人を撤退させる計画を伝えた。
- 1月31日 - 開戦からの英軍の死者が100人に到達した。
- 2月 - 正式政府発足に向けて首相選びに難航。選挙によってシーア派保守が台頭した事にスンナ派各政党が拒否感を顕わにする。
- 2月12日 - 英軍兵士が収容所でイラク人少年を殴る映像がテレビ放送。撮影者の「笑い声」が波紋を呼ぶ。翌日ブレア首相が事件調査を示唆。
- 2月15日 - 2003年に起こった米兵による捕虜虐待の未公開写真が豪州で公開され、米国が虐待と公開の双方に不満を表す。
- 2月22日 - シーア派聖地サーマッラーのアスカリ廟で爆弾テロ。シーア・スンナ両派が抗議デモを起こすが、聖廟破壊に怒ったシーア派武装勢力がスンナ派モスクなどを襲撃して衝突し、23日にかけてスンナ派を勢力中心に宗教抗争としては戦後最大の200名以上が死亡した。平和を訴えてきたシーア派指導者アリー・スィースターニーは戦後初めて「信者の自衛」を許可した。
- 2月24日 - 前日の混乱を受けて移行政府がバグダード周辺3州に昼間外出禁止令を出したが、この日もスンナ派の報復でシーア派や警察特殊部隊ら30名以上が殺害され、外出禁止令を27日まで延長した。
- 同日、日米英豪4か国の防衛会談が行われたが、イラク情勢が変化した為、撤退計画が遅れる可能性が示された。
- 2月28日 - 22日からこの日までに、両派の抗争とテロで米英兵を含めて379名が殺害された。また、2月中の新政府発足は実現しなかった。
- 3月3日 - 多国籍軍のケーシー司令官（米軍）が会見し、宗派抗争が内戦に発展する可能性は低いとの認識を示した。
- 3月14日 - バグダードで、抗争で処刑された87人の遺体が発見される。16日にも27人の遺体が発見される。
- 3月15日 - 米軍が治安維持のため、3月末までに650人～800人をクウェートから一時的に増派。シーア派の宗教行事アルバインに備えるためと説明。
- 3月16日 - 戦後最大規模の空挺作戦「オペレーション・スウォーマー」が行われる。早朝からサーマッラーにおいて、米軍とイラク軍の連合部隊が兵員1500名（内イラク治安部隊800名以上）、車両200台、航空機50機（輸送ヘリ中心）を以って攻撃を開始した。味方の死者もなく104名の拘束と武器集積所24ヶ所の発見という成果をあげて23日に終了。
- 同日、前年12月の選挙による国民議会（連邦議会）が召集されたが、各派閥間の対立によって開会30分で休会した。また、新政府の首相候補のジャアファリー（現移行政府首相）は就任辞退の可能性を示唆した。
- 3月19日 - アッラーウィー前首相（暫定政府）が現状を「内戦状態」だと断言。
- 3月22日 - ブッシュ大統領、内戦発言を否定し、イラク経営が順調であることを強調する。
- 3月29日 - ブッシュ大統領、ハリルザド駐イラク米国大使を通じて、ジャファリ首相の続投を望まないとする個人メッセージを伝える。ジャファリ首相報道官は「内政干渉」と反発。
- 3月31日 - ライス国務長官が「我々は戦術的に多くの誤りをおかした」と表明。
- 4月1日 - ロイター通信によれば、3月中の米兵死者は29人で、前年12月を除いて10月（90人）から減少を続けている。毎日新聞によれば、3月中の米軍死者は31名で減少傾向だが、イラク国民は901名が死亡し、前年12月を除いて増加傾向である。また、米軍が危険地域の警備をイラクに移譲していることが、死者の減少に役立っているとの指摘もある。
- 4月2日 - 米国のライス国務長官と英国のストロー外相がバグダードを訪問し、3日にジャファリ移行政府首相と会談する。会談後、ライスは「ジャファリは国民宥和政策ができていない」と苦言。
- 4月8日 - エジプトのムバーラク大統領が「内戦はほぼ始まっている」と発言。また、イランがシーア派に影響力を持つことに懸念を表明。
- 4月9日 - 移行政府首脳が相次いでムバーラクに反発、「内戦とは程遠い」。一方、サウジアラビアのサウード外相もムバーラクに合わせて現状を「内戦」と発言する。
- 4月22日 - 統一イラク同盟（UIA）が首相にジャワド・マリキを擁立。スンナ派とクルド人も容認し、連邦議会が再開。
- 4月26日 - ラムズフェルド国防長官とライス国務長官が相次いでイラク入りし、マリキと会談。
- 5月 - 4月の米兵死者が73人に急増した。武装勢力拠点への急襲作戦が影響している模様。5月もバグダードを中心に殺戮、無差別テロ相次ぐ。
- 5月2日 - 米軍がラマディで1週間にわたり武装勢力と交戦し、100名以上を殺害したと発表。
- 5月20日 - 正式政府が発足。フセイン政権崩壊から3年、当初の予定より5か月遅れである。
- 6月頃 - バグダッド裁判が開かれる。
- 6月8日 - アブー＝ムスアブ・アッ＝ザルカーウィーが、米軍の空爆で暗殺される。
- 7月17日 - 陸上自衛隊撤退完了。航空自衛隊は継続。
- 12月30日 - バグダッドで、アメリカ軍の延期要請を押し切り、イラク政府がフセイン大統領を死刑執行。享年69歳。

- 年末までに開戦以降の米軍の戦死者が3000人に達する。

### 2007年
- 1月10日 - ブッシュ大統領は21500人のイラクへの増派を決定。
- 2月14日 - ヌーリー・マーリキー首相は計9万人を投入し、アメリカ軍と共に「法の執行作戦」を開始。
- 3月16日 - 米国防総省は4400人の増派を発表。
- 3月22日 - 潘基文国際連合事務総長がバクダードで迫撃砲により攻撃されるが無事。「イラク・イスラム国」を名乗る武装組織が犯行声明を出す。

### 2008年
- 3月24日 - 開戦以降のイラク駐留米軍の戦死者が4000人に達した（AP通信の独自集計）。開戦5周年を迎え、各地の反米武装勢力が活動を活発化させる。
- 7月20日 - 駐留アメリカ軍、サラハディン州アルシャット村での“作戦”でクアイシ知事の息子（17）と親族を殺害。他に親族3人が負傷。事件を知った知事は関係した将兵の処罰を求め、解決までの間、アメリカ軍への協力拒否とストライキを以っての抗議を全職員に呼びかけた。一方アメリカ軍側は「知事と関係のある武装メンバーを無力化」と発表。
- 12月23日 - 航空自衛隊派遣輸送航空隊の撤収が完了。

### 2009年
- 1月 - イラク駐留米軍の地位協定発効
- 2月 - オバマ大統領、戦闘部隊の撤退計画発表
- 6月 - 米軍戦闘部隊が都市部から撤退

### 2010年
- 3月 - 連邦議会選挙
- 8月 - 最後の戦闘旅団が撤退、オバマ大統領、戦闘任務終結を宣言

### 2011年
- 12月 - 治安維持・部隊育成が目的の駐留部隊も撤退、これにより撤退が完了した

## 死傷者数
- 死者数 10万3160名~11万3728名の間
- 負傷者数約64533名